# Podlesie (gromada w powiecie tyskim)
Podlesie – dawna gromada, czyli najmniejsza jednostka podziału terytorialnego Polskiej Rzeczypospolitej Ludowej w latach 1954–1972.
Gromady, z gromadzkimi radami narodowymi (GRN) jako organami władzy najniższego stopnia na wsi, funkcjonowały od reformy reorganizującej administrację wiejską przeprowadzonej jesienią 1954 do momentu ich zniesienia z dniem 1 stycznia 1973, tym samym wypierając organizację gminną w latach 1954–1972.
Gromadę Podlesie z siedzibą GRN w Podlesiu (obecnie w granicach Katowic) utworzono – jako jedną z 8759 gromad na obszarze Polski – w powiecie pszczyńskim w woj. stalinogrodzkim, na mocy uchwały nr 21/54 WRN w Stalinogrodzie z dnia 5 października 1954. W skład jednostki weszły obszary dotychczasowych gromad Zarzecze i Podlesie (z wyłączeniem kolonii Boże Dary i Kostuchna) ze zniesionej gminy Podlesie w tymże powiecie.
13 listopada 1954 (z mocą obowiązująca wstecz od 1 października 1954) gromada weszła w skład nowo utworzonego powiatu tyskiego w tymże województwie, gdzie ustalono dla niej 27 członków gromadzkiej rady narodowej.
29 lutego 1956 z gromady Podlesie wyłączono obszar o powierzchni 81,4999 ha, włączając go do osiedla Kostuchna w tymże powiecie; z osiedla Kostuchna do gromady Podlesie włączono natomiast niektóre parcele z karty 1 obrębu Piotrowice.
20 grudnia 1956 województwo stalinogrodzkie przemianowano (z powrotem) na katowickie.
Gromada przetrwała do końca 1972 roku, czyli do kolejnej reformy gminnej.